# أفعى حادة الأنف
الأفعى حادة الأنف أو ماكروفيبرا ليبيتينوس (الاسم العلمي: Macrovipera lebetinus) ، تعرف أيضًا باسم الأفعى الشامية، هي نوع من الأفاعي يوجد في جزر بحر إيجه وفي معظم الشرق الأوسط ، وحتى الشرق الأقصى مثل الهند.

## الأسماء الشائعة
الأسماء الشائعة لهذه الأفعى تشمل: أفعى الأنف الحاد وأفعى ليبان وأفعى الشام البيضاء وأفعى الشام، وأفعى كوفي (من الكلمة اليونانية κωφή التي تعني أصم)، وججورزا (من الفارسية )، وثعبان التابوت، وأفعى الجبل، وجوناس (من الكشميرية)، وفينا أو كونتونورا (الثانية تأتي من ترجمة اللهجة القبرصية اليونانية لـ "ذيل قصير").

## التصنيف
تخضع هذه الأنواع حاليًا للمراجعة التصنيفية، ومن المرجح أن يتم رفع مرتبة بعض الأنواع الفرعية قريبًا لتُعترف بها كأنواع مستقلة. جرى حصر نوع فرعي في جزيرة قبرص سنة 1928 من قِبل ميرتنز ومولر، وهو لا يتواجد فعليًا في منطقة بلاد الشام. يشار أحيانًا إلى أفراد هذا الثعبان الموجودين في جنوب أفغانستان وشمال الهند على أنهم نوع فرعي منفصل (الاسم العلمي: M. l. peilei .) تحتوي هذه الأخيرة عادةً على شبكية عينية نصف مقسمة.
تم استخدام مصطلح الأفعى الفراتية في الأصل للإشارة إلى الأنواع التي تعيش في حوض نهر الفرات في تركيا وسوريا والعراق. وقد تم ربطه بـ (الاسم العلمي: M. l. obtusa) في العديد من المنشورات، بما في ذلك جوجر (1984). ومع ذلك، قام جولاي وآخرون (1993) بإدراجه في مرادف (الاسم العلمي: M. l. lebetina .) واقترح أوبست (1983) إدراج الأنواع في جنس أفعى راسيلي بدلاً من ماكروفيبيرا .

## الأنواع الفرعية
| الصور | الأنواع الفرعية                | مؤلف التصنيف                 | الاسم الشائع                    | النطاق الجغرافي |
| ----- | ------------------------------ | ---------------------------- | ------------------------------- | --- |
|       | م. ل. سيرنوفي                  | ( تشيكين و سزكزيرباك ، 1992) |                                 | شمال شرق إيران ، وجنوب تركمانستان ، وأجزاء من شمال أفغانستان وباكستان ( كشمير ). |
|       | م. ل. ليبيتينوس                | ( لينيوس ، 1758)             | الأفعى القبرصية ذات الأنف الحاد | قبرص |
|       | م. ل. أوبتوسا                  | ( دويجوبسكي ، 1832)          | أفعى الشام ذات الأنف الحاد      | تركيا ، سوريا ، لبنان ، العراق ، شمال الأردن ، القوقاز (بما في ذلك أرمينيا )، أذربيجان ، داغستان ، إيران ، جنوب أفغانستان، باكستان ، وشمال الهند ( كشمير ، لاداخ ، هيماشال براديش ). |
|       | م. ل. شفايتزري                 | ( ف. فيرنر ، 1935)           | أفعى ميلوس                      | أرخبيل سيكلاديز |
|       | م. ل. عبر البحر الأبيض المتوسط | ( نيلسون وأندرين ، 1988)     |                                 | الجزائر ، تونس |
|       | م. ل. تورانيكا                 | ( تشيرنوف ، 1940)            | أفعى توران ذات الأنف الحاد      | تركمانستان الشرقية، أوزبكستان ، طاجيكستان ، جنوب غرب كازاخستان ، أجزاء من شمال أفغانستان وغرب باكستان                                                                                |

## وصف

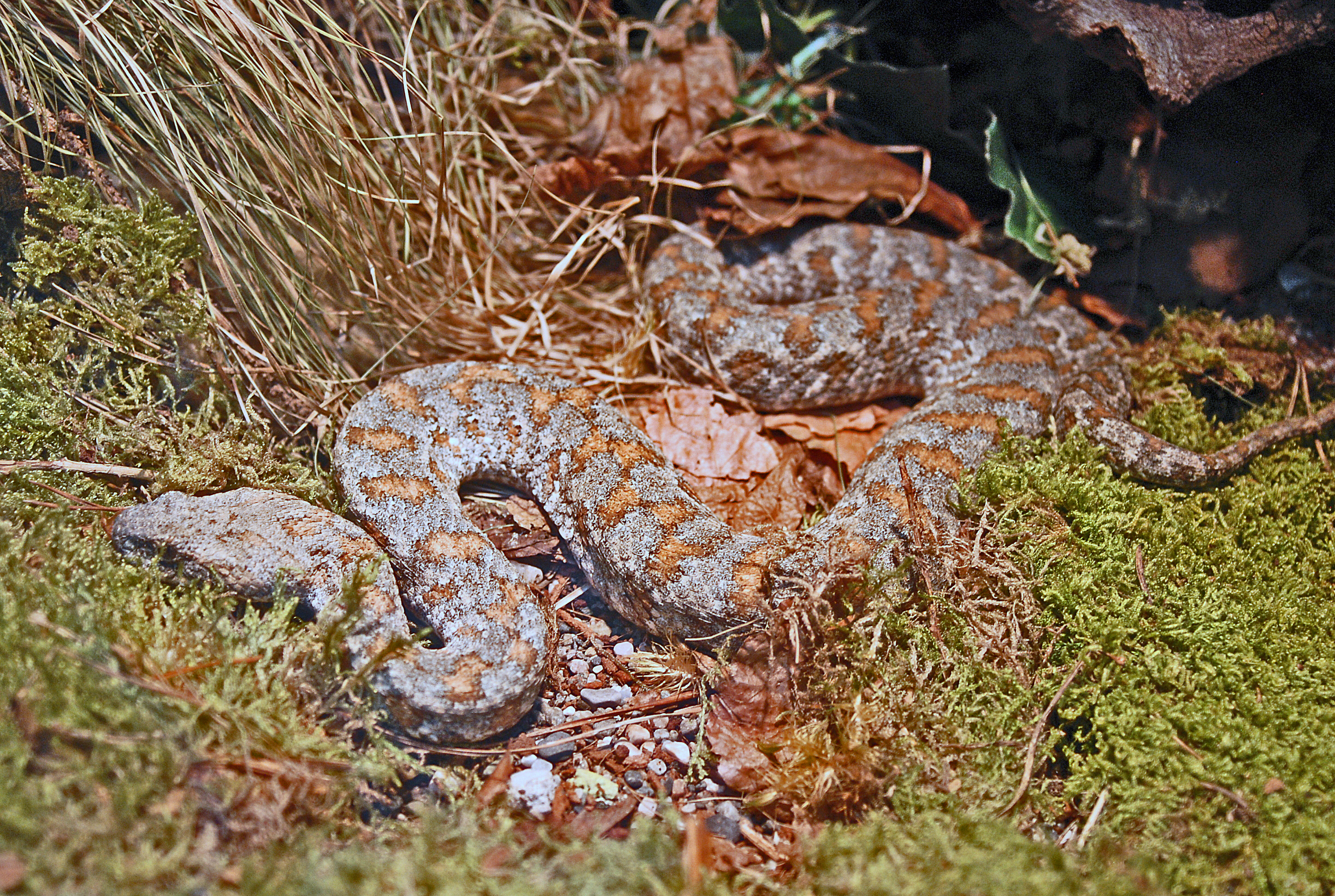
ماكروفيبرا ليبيتينا

هو ثعبان كبير، يصل طول الإناث منه إلى 150 سم في الطول الإجمالي (الجسم + الذيل) والذكور أقل قليلاً. تختلف الأحجام بين مختلف الأفراد، حيث يكون حجم (الاسم العلمي: M. l. lebetina .) أصغر إلى حد ما. الرأس عريض، مثلث الشكل، ومتميز عن الرقبة. يكون الخطم مستديرًا وغير حاد عند النظر إليه من الأعلى، ولهذا السبب يُطلق عليه أيضًا اسم الأفعى ذات الأنف غير الحاد. تتحد القشور الأنفية والقشور الأنفية الأمامية بالكامل تقريبًا في صفيحة واحدة، على الرغم من حدوث بعض الاختلافات. الحراشف الظهرية مقوسة بقوة، باستثناء تلك التي تحد البطنيين . عادةً ما تحتوي على 146-163 قشرة بطنية. المقياس الشرجي مفرد.
يعتبر نمط اللون أقل تنوعًا مما قد يتوقعه المرء من الأنواع المنتشرة على نطاق واسع. يكون الرأس عادةً ملونًا بشكل موحد، على الرغم من أنه يمكن أحيانًا تمييزه بشكل V داكن. من الناحية الظهرية ، يمكن أن يكون لون أرضية الجسم رماديًا أو بنيًا أو بيجًا أو ورديًا أو زيتونيًا أو كاكيًا. النمط، إذا كان موجودًا، يكون أغمق. يمكن أن يكون لونه رماديًا أو مزرقًا أو صدئًا أو بنيًا، وقد يتكون من صف ظهري متوسط أو صف مزدوج من البقع الكبيرة. عندما يكون هناك صفين، قد تتناوب البقع أو تتعارض، مما قد ينتج عنه أي شيء من نمط سرجي إلى نمط متعرج مستمر. تكون البقع عادةً بنية اللون، أو رمادية داكنة، أو سوداء، ولكنها قد تكون أحيانًا حمراء، أو بلون الطوب، أو صفراء، أو زيتونية. يبلغ الطول الإجمالي للذكور عادة 3 أقدام ونصف (1.1 متر)، في حين قد يصل الطول الإجمالي للإناث إلى 5 أقدام (1.5 متر).

## الموطن

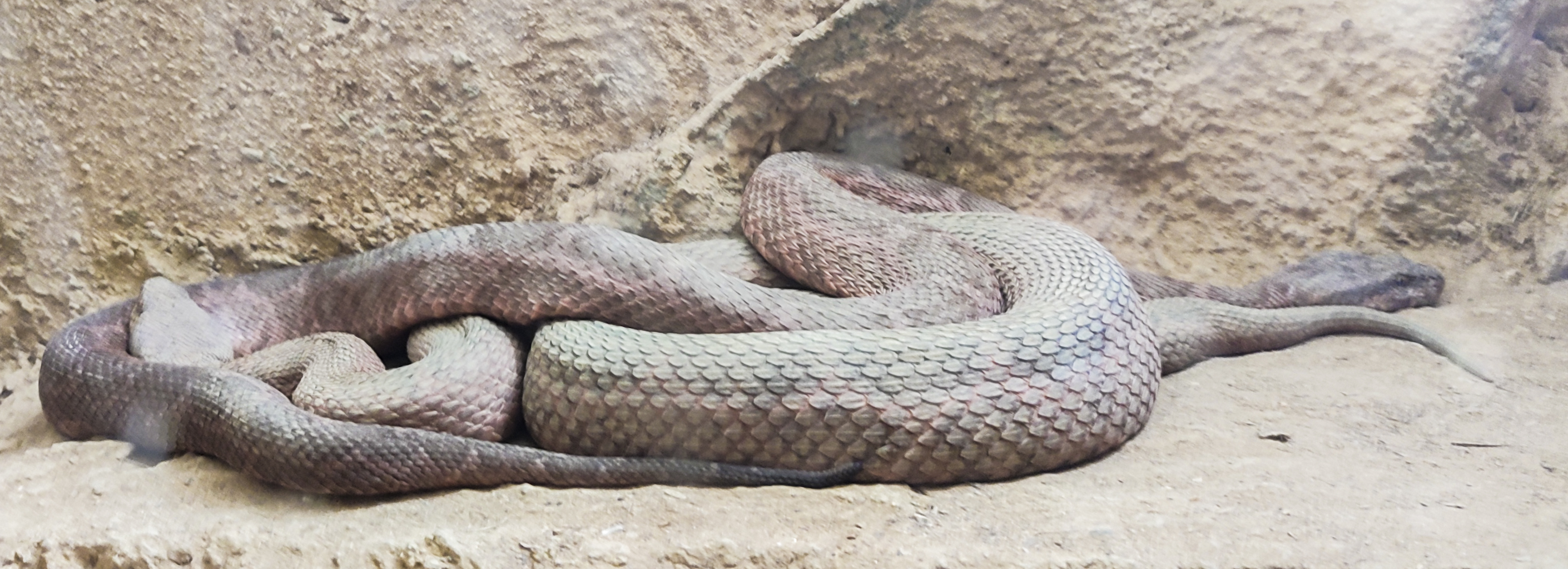
أفعى حادة الأنف وردية من الحدائق العجيبة لبوقنادل.

يمكن العثور عليه تحت الأشجار القصيرة ذات الظل الكثيف إذا كانت درجة الحرارة الخارجية أعلى من 45 درجة مئوية. [بحاجة لمصدر]

## النطاق الجغرافي
يمكن العثور على الأفعى ذات الأنف الحاد في الجزائر وتونس وقبرص وتركيا وسوريا والأردن وإسرائيل ولبنان والعراق وإيران والقوقاز الروسي وأرمينيا وجورجيا وأذربيجان وتركمانستان وأوزبكستان وكازاخستان وطاجيكستان وأفغانستان وباكستان وكشمير الهند . كما ذكر سكورتيتشي (1929) أن هذا النوع من اليمن . كان نوع الموقع المعطى في الأصل هو "المشرف" . اقترح ميرتنز و إل. مولر (1928) تقييد النطاق إلى "سيبرن" (= قبرص). [بحاجة لمصدر]

## التهديد
الأفاعي الليبيتينية مهددة بالانقراض. تم إدراج النوع على أنه محمي بشكل صارم (الملحق الثاني) بموجب اتفاقية برن .

## روابط خارجية
- Macrovipera lebetina في البرمائيات والزواحف في أوروبا . تم الوصول إليه في 10 أغسطس 2006.
- Macrovipera lebetina في الحياة البرية في باكستان . تم الوصول إليه في 15 مارس 2007.
- Macrovipera lebetina في قائمة البرمائيات والزواحف في أرمينيا، موارد الزواحف لتاديفوسيان . تم الوصول إليه في 30 مارس 2007.